# Борзаковський Іоан Варфоломійович
Іоан Варфоломійович Борзаковський (рос. Иоа́нн Варфоломе́евич Борзако́вский) (11 червня 1850 — 19 жовтня 1916) — член IV Державної думи Російської імперії (1912—1916) від Чернігівської губернії, священник.

## Біографія
Син священника.
У 1875 році закінчив Чернігівську духовну семінарію. Після закінчення семінарії служив учителем в Чернігівському духовному училищі (1875—1879). 
У 1879 році висвячений на священника та призначений до Троїцької церкви села Крехаєва Остерського повіту. Був благочинним 4-го округу Остерського повіту (1883—1912), протоієреєм (1903—1912) і настоятелем Воскресенської церкви села Зазим'я того ж повіту. Окрім цього, був наглядачем церковно-парафіяльних шкіл, законоучителем міністерського училища і церковно-парафіяльної школи. Обирався депутатом від духовенства у справах училищ і депутатом від духовенства в Остерському повітовому земському зібранні (з 1896). 
В 1912 був обраний членом Державної думи Російської імперії IV-го скликання від Чернігівської губернії. Входив до фракції російських націоналістів та поміркованих правих (ФНУП), після її розколу в серпні 1915 — в групу прогресивних націоналістів і Прогресивний блок. Був членом комісії з питань віросповідання. 
Помер в 1916 році. Був одружений, мав двох дітей.